# Mesia (diocesi)
La diocesi della Mesia (in latino: Dioecesis Moesiarum, in greco: Διοίκησις Μοισιών) era una Diocesi dell'Impero romano del tardo Impero romano, comprendente la regione occidentale dell'attuale Bulgaria, la regione centrale dell'attuale Serbia, il Montenegro, l'Albania, la Macedonia del Nord e la Grecia.

## Storia
La Diocesi fu creata dopo le riforme dioclezianee, che prevedevano la subordinazione al prefetto del pretorio orientale.
Durante la Tetrarchia, la diocesi era sotto la giurisdizione di Galerio, che la governò dal 305 al 311. Alla sua morte fu sepolto a Felix Romuliana, l'attuale Gamzigrad nel territorio della diocesi.
Con la seconda riorganizzazione amministrativa iniziata da Costantino, anche se la prima attestazione risale al 370 d.C., la diocesi fu suddivisa in due, andando a formare la Diocesi di Dacia e la Diocesi di Macedonia.
La Diocesi era suddivisa nelle province di Moesia I, Praevalitana, Dardania, Dacia mediterranea, Dacia ripensis, Epirus vetus, Epirus nova, Macedonia, Thessalia, Acaia, Creta.